# Águas Férreas (Póvoa de Varzim)
Águas Férreas é um lugar da Póvoa de Varzim, na freguesia de Laundos, que no censo de 2021 tinha 124 habitantes.
Em Águas Férreas encontra-se um monumento pré-histórico, a Mamoa da Estrada.